# ملالار (بردع ۱)
ملالار (به لاتین: Mollalar) یک منطقه مسکونی در جمهوری آذربایجان است که در شهرستان بردع واقع شده است.